# انگشت (کالبدشناسی)
انگشت دست نام بندهای انتهایی دست است که در انسان شامل ۵ انگشت در هر دست می‌شود (در مجموع ۱۰ انگشت).
انگشتان دست به جز انگشت شست که فقط ۲ بند دارد، دارای سه استخوان مجزا هستند که بین آن‌ها مفصل و در انتهایشان ناخن قرار دارد.

## نشان مغز
هر انگشت نقطه به نقطه نشان روی قشر مغز ناحیه قشر حسی-پیکری 3b داخل ناحیه ۱ و نشان توزیع‌شده و هم‌پوشان روی ناحیه موتور حرکت اول و موتور حرکت اضافه دارد.

## انسان
اندام انسان معمولاً ۵ انگشت دارد، هر انگشت توسط یک استخوان بند انگشت ساخته می‌شود.
| 1. انگشت شست (ابهام) 2. انگشت نشانه (اشاره، سَبّابه یا دشنامی، مُسَبَّحه یا مهره‌های تسبیح، شهادت) 3. انگشت میان (میانی، میانه، وُسطا) 4. انگشت انگشتری (حلقه، دیگر، بِنصِر) 5. انگشت کوچک (خُرد، خِنصِر) |

## پرنده و ددپای دایناسور
پرنده‌ها و ددپایان دایناسور (نیای پرندگان) سه انگشت دست دارند.

## نگارخانه

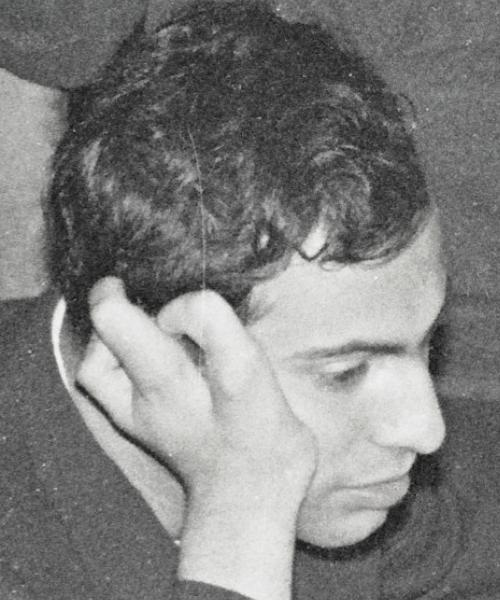
میخائیل تال شطرنج‌باز که دست راست او سه انگشت داشت.
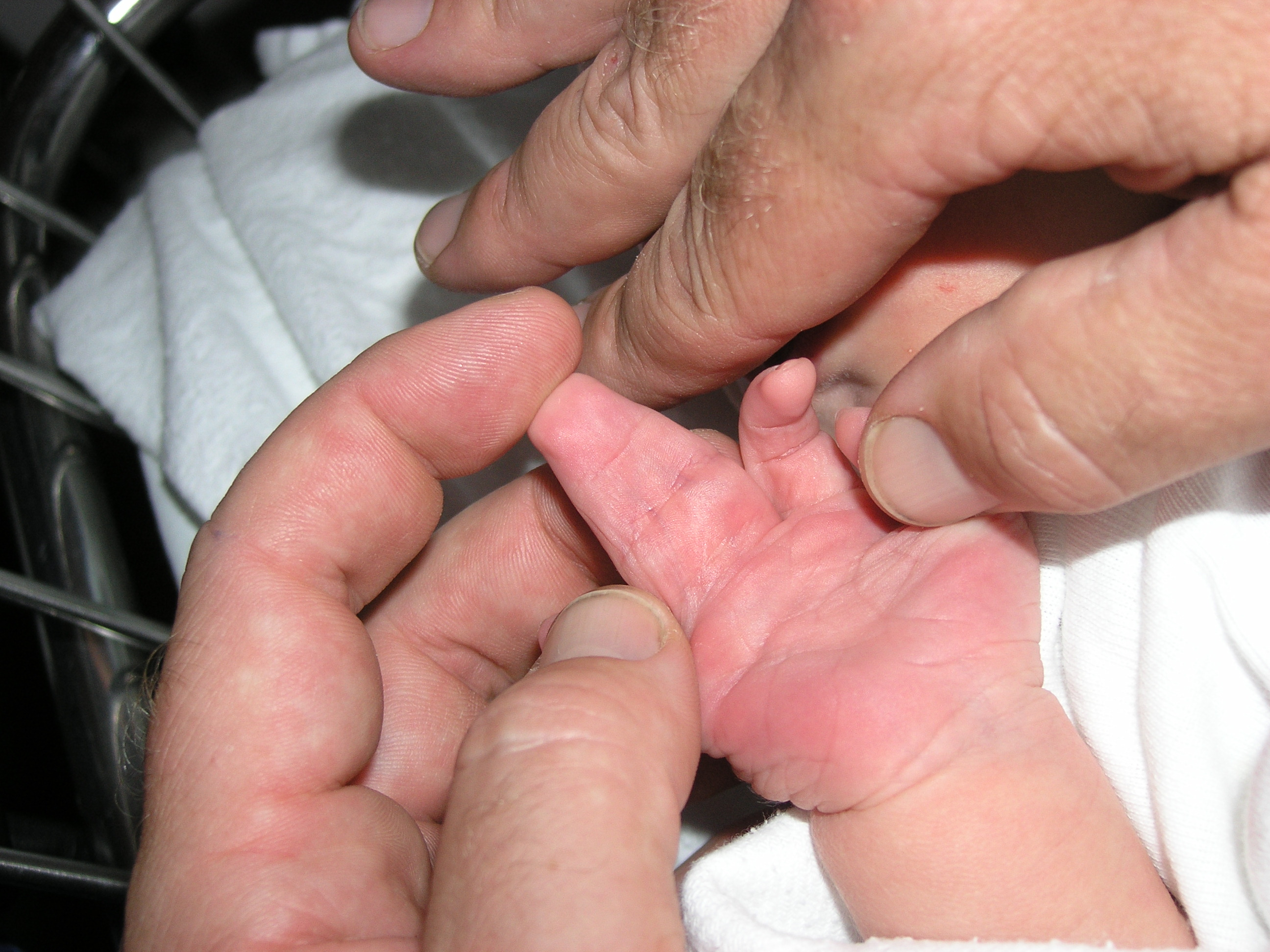
انگشت‌چسبی
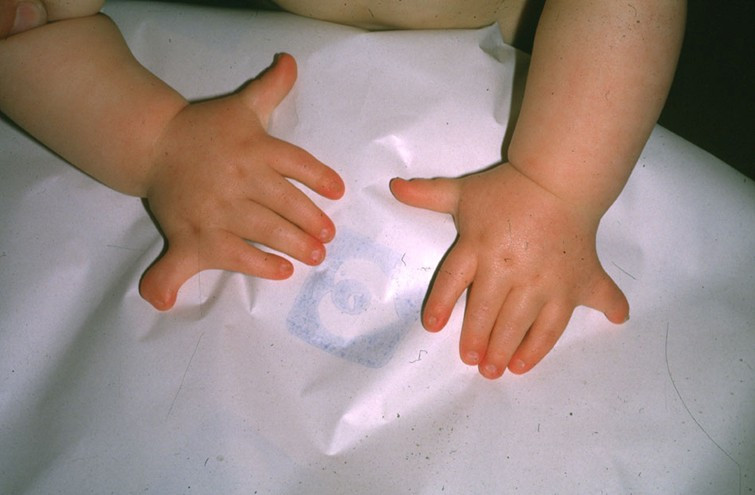
انگشت اضافه